# Cratere Tegid
Tegid  è un cratere sulla superficie di Europa.